# Souday
Souday era un comune francese di 545 abitanti situato nel dipartimento del Loir-et-Cher nella regione del Centro-Valle della Loira.
Il territorio comunale è bagnato dalle acque del fiume Braye.
Dal 1º gennaio 2018 il comune è stato accorpato al comune di Couëtron-au-Perche, divenendo un comune delegato di quest'ultimo.

## Società

### Evoluzione demografica
Abitanti censiti